# Concourson-sur-Layon
Concourson-sur-Layon és un municipi francès situat al departament de Maine i Loira i a la regió de País del Loira. L'any 2007 tenia 543 habitants.

## Demografia

### Població
El 2007 la població de fet de Concourson-sur-Layon era de 543 persones. Hi havia 208 famílies de les quals 48 eren unipersonals (32 homes vivint sols i 16 dones vivint soles), 64 parelles sense fills, 92 parelles amb fills i 4 famílies monoparentals amb fills.
La població ha evolucionat segons el següent gràfic:
Habitants censats

### Habitatges
El 2007 hi havia 251 habitatges, 214 eren l'habitatge principal de la família, 17 eren segones residències i 19 estaven desocupats. 250 eren cases i 1 era un apartament. Dels 214 habitatges principals, 180 estaven ocupats pels seus propietaris i 34 estaven llogats i ocupats pels llogaters; 1 tenia una cambra, 8 en tenien dues, 22 en tenien tres, 42 en tenien quatre i 141 en tenien cinc o més. 178 habitatges disposaven pel capbaix d'una plaça de pàrquing. A 86 habitatges hi havia un automòbil i a 114 n'hi havia dos o més.

### Piràmide de població
La piràmide de població per edats i sexe el 2009 era:
| Homes | Edats   | Dones |
| ----- | ------- | ----- |
| 0     | 95 o +  | 0     |
| 0     | 90 a 94 | 4     |
| 0     | 85 a 89 | 0     |
| 0     | 80 a 84 | 4     |
| 12    | 75 a 79 | 4     |
| 8     | 70 a 74 | 8     |
| 20    | 65 a 69 | 20    |
| 16    | 60 a 64 | 8     |
| 16    | 55 a 59 | 8     |
| 20    | 50 a 54 | 16    |
| 20    | 45 a 49 | 16    |
| 12    | 40 a 44 | 24    |
| 28    | 35 a 39 | 8     |
| 32    | 30 a 34 | 24    |
| 16    | 25 a 29 | 24    |
| 12    | 20 a 24 | 12    |
| 16    | 15 a 19 | 40    |
| 20    | 10 a 14 | 12    |
| 8     | 5 a 9   | 24    |
| 28    | 0 a 4   | 16    |

## Economia
El 2007 la població en edat de treballar era de 327 persones, 268 eren actives i 59 eren inactives. De les 268 persones actives 252 estaven ocupades (140 homes i 112 dones) i 16 estaven aturades (3 homes i 13 dones). De les 59 persones inactives 27 estaven jubilades, 15 estaven estudiant i 17 estaven classificades com a «altres inactius».

### Ingressos
El 2009 a Concourson-sur-Layon hi havia 226 unitats fiscals que integraven 594 persones, la mediana anual d'ingressos fiscals per persona era de 14.726 €.

### Activitats econòmiques
Dels 20 establiments que hi havia el 2007, 2 eren d'empreses alimentàries, 5 d'empreses de construcció, 2 d'empreses de comerç i reparació d'automòbils, 1 d'una empresa de transport, 3 d'empreses d'hostatgeria i restauració, 1 d'una empresa financera, 1 d'una empresa immobiliària, 1 d'una empresa de serveis i 4 d'empreses classificades com a «altres activitats de serveis».
Dels 7 establiments de servei als particulars que hi havia el 2009, 1 era un taller de reparació d'automòbils i de material agrícola, 2 paletes, 1 lampisteria, 2 perruqueries i 1 restaurant.
L'únic establiment comercial que hi havia el 2009 era una fleca.
L'any 2000 a Concourson-sur-Layon hi havia 32 explotacions agrícoles que ocupaven un total de 1.200 hectàrees.

## Equipaments sanitaris i escolars
El 2009 hi havia una escola elemental.

## Poblacions més properes
El següent diagrama mostra les poblacions més properes.